# Блауен (Базель-Ланд)
Блауен (нім. Blauen BL) — громада  в Швейцарії в кантоні Базель-Ланд, округ Лауфен.

## Географія
Громада розташована на відстані близько 60 км на північ від Берна, 17 км на захід від Лісталя.
Блауен має площу 7,1 км², з яких на 5,4% дозволяється будівництво (житлове та будівництво доріг), 34,1% використовуються в сільськогосподарських цілях, 60,2% зайнято лісами, 0,3% не є продуктивними (річки, льодовики або гори).

## Демографія
2019 року в громаді мешкало 699 осіб (+2% порівняно з 2010 роком), іноземців було 9,9%. Густота населення становила 98 осіб/км².
За віковим діапазоном населення розподілялося таким чином: 17,2% — особи молодші 20 років, 58,1% — особи у віці 20—64 років, 24,7% — особи у віці 65 років та старші. Було 306 помешкань (у середньому 2,3 особи в помешканні).
Із загальної кількості 100 працюючих 16 було зайнятих в первинному секторі, 29 — в обробній промисловості, 55 — в галузі послуг.